# 足球界的同性恋现象
在全世界大多数国家的足球界中都或多或少的存在着针对同性恋的歧视现象。有人认为同性恋仍然是职业足球的禁忌 ，并且会持续下去。

## 巴西
巴西电视节目中，Richarlyson 被竞争对手俱乐部的经理称为同性恋。 Richarlyson 上法院告对方，法官判决“足球是男人的运动，不是同性恋的运动”。

## 法国
奧利維爾·羅耶在作为球员和教练都退役后承认自己是同性恋。 
阿根廷的 Eduardo Berizzo 去法国踢球之后说：“法国足坛同性恋球员太多了，那些人老是有意无意地碰你的大腿和屁股，洗澡时盯着你的裸体看，让人感到很恶心。”

## 德国
有人问 Jermaine Jones 德甲联赛中是否有同性恋球员，他回答“希望没有”。
在德语国家流行这样一句球迷口号： Ihr seid alle homosexuell! 意为：你们都是同性恋！
2011年，德国连续剧《犯罪现场》中，一位女警官角色对德国国家足球队评论道：“半支国家队都可能是同性恋，就连教练组也包括在内。”德国队领队比埃尔霍夫对此表示非常恼怒：“现在真是道德沦丧世风日下”，“《犯罪现场》中的那句台词是毫无根据的，我认为这是对我家庭以及国脚们家庭的冒犯，这令我恼怒非常。”但他也表示：“至于男女国脚的性取向，这对我来说根本无所谓。” 

## 挪威
挪威的湯瑪斯·貝爾林在出柜之后就退役了（2000年），他说是因为受不了足球圈里对同性恋的歧视。
好几个女球员出柜，如本特·诺尔比和琳达·梅达伦。

## 南非
Eudy Simelane 是公开的女同性恋，结果被先奸后杀。凶手还自以为是替天行道，帮助她纠正性取向的错误。

## 西班牙
第一个得到俱乐部正式承认的同性恋球迷组织于2009年2月成立，该组织支持巴塞罗那队。
在西班牙流行这样一句球迷口号：“maricón”，意为“基佬”。